# Un promeneur solitaire dans la foule
Un promeneur solitaire dans la foule (titre original en espagnol : Un andar solitario entre la gente) est un roman de l'écrivain espagnol Antonio Muñoz Molina paru originellement le 13 février 2018 aux éditions Seix Barral et en français le 20 août 2020 aux éditions du Seuil. Il reçoit le prix Médicis étranger le 6 novembre 2020,.

## Éditions
- (es), Un andar solitario entre la gente , éd. Seix Barral, 2018,  (ISBN 9788432233500), 496 p.
- Éditions du Seuil, 2020  (ISBN 9782021406610)[3].